# Iwan Fjodorowitsch Golubew-Monatkin
Iwan Fjodorowitsch Golubew-Monatkin (russisch Иван Фёдорович Голубев-Монаткин; * 29. Januarjul. / 10. Februar 1897greg. im Dorf Penkowo, Rajon Plawsk, Oblast Tula; † 10. August 1970 in Moskau) war ein sowjetischer Konteradmiral. Er kommandierte von 1944 bis 1949 die Kaspische Höhere Offiziersschule der Sowjetischen Seekriegsflotte in Baku.

## Leben
Golubew-Monatkin diente ab 1916 als Funker der Kaiserlich Russischen Marine in Petrograd und bei einer Minenlehrgruppe in Kronstadt. Im Juli 1918 wurde er demobilisiert. Er trat 1919 der Roten Armee bei und kämpfte während des Russischen Bürgerkrieges in der Wolga-, Wolga-Kaspischen und Dnjepr-Flottille als Funker. 1921 wurde er Mitglied der KPR (B).
Er absolvierte von September 1921 bis Mai 1925 die Seekriegsschule und diente bis November 1926 als Zweiter und Erster Offizier auf dem Kreuzer Komintern. Von November 1926 bis Oktober 1927 arbeitete er als Gehilfe des Lehrgangsleiters der Seekriegsingenieursschule F. E. Dserschinski. Anschließend absolvierte Golubew-Monatkin bis Mai 1930 die Seekriegsakademie. Zu Beginn des Jahres 1931 fand er als Chef der Operativen Abteilung des Stabes der Kaspischen Flottille Verwendung. Er diente von 1931 bis 1932 als Gehilfe des Sektorenchefs und von 1932 bis 1935 als Sektorenchef der Operativen Führung der Roten Armee. Von März 1935 bis Februar 1937 leitete er die 1. Abteilung des Bereichs Marine im Generalstab der Roten Armee. Nach einer Tätigkeit als Chef der Operativen Abteilung im Stab der Kaspischen Flottille wurde er von 1938 bis 1940 Stabschef der Nordflotte. Er war von 1939 bis 1940 Teilnehmer des Winterkrieges und wurde ab September 1940 Stellvertreter des Chefs der Operativen Führung im Hauptstab der Marine. In dieser Funktion erlebte er den Beginn des Großen Vaterländischen Krieges. Er wurde Chef der Operativen Gruppe bei der Operativen Führung im Hauptstab der Marine und später beim Volkskommissariat für Seestreitkräfte. Von März bis Dezember 1943 diente er als Kommandeur des Marinestützpunktes Tuapse und nahm im September 1943 an der Noworossijsker Operation als Teil der Operation Don zur Befreiung des Kaukasus von der deutschen Wehrmacht teil. Er leistete einen entscheidenden Beitrag in der Aufstellung der Militärbasen Otschakow und Odessa sowie in ihrer Vorbereitung auf die Operationsoffensiven.
Von Dezember 1943 bis Januar 1944 war Golubew-Monatkin Kommandeur des Marinestützpunktes Odessa und anschließend bis November 1944 Stabschef der Schwarzmeerflotte. Unter seiner Führung plante und realisierte der Flottenstab gemeinsam mit dem Stab der 4. Ukrainischen Front 1944 die Schlacht um die Krim, die Eroberung der Militärbasen Rumäniens und Bulgariens, die Befreiung der Küstenregionen und die Säuberung der Schifffahrtswege von Minen im Schwarzen Meer. Im selben Jahr wurde er zum Konteradmiral ernannt.
Von Juni 1944 bis April 1949 übernahm er das Kommando über die Kaspische Seekriegsschule. Danach wurde er für fünf Monate zum 1. Stellvertreter des Vorsitzenden und von August 1949 bis August 1951 zum Vorsitzenden des Zentralkomitees des DOSAAF-Rates gewählt. Von August 1951 bis April 1953 übte er die Funktion des stellvertretenden Vorsitzenden des Organisationskomitees der DOSAAF aus. Nach einer Tätigkeit in der Kaderleitung der Seestreitkräfte arbeitete er von 1953 bis 1954 am Lehrstuhl für Taktik der Seekriegsakademie. Von 1954 bis 1955 war er Leiter des Lehrstuhls für Verwendung militärischer Mittel der Marine und von 1955 bis 1959 des Lehrstuhls Seestreitkräfte an der Militärpolitischen Lenin-Akademie. Im Juli 1959 wurde er in den Ruhestand versetzt.
Golubew-Monatkin starb 1970 in Moskau und wurde auf dem Wwedenskoje-Friedhof beerdigt.

## Auszeichnungen
- Rotbannerorden (2× 1944, 1950)
- Orden des Vaterländischen Krieges 1. Klasse (1943)
- Leninorden (1945)
- weitere Medaillen